# أدم بوكسا
أدم بوكسا (بالبولندية: Adam Buksa)‏ (12 يوليو 1996 بكراكوف في بولندا - ) هو لاعب كرة قدم بولندي في مركز الهجوم. شارك مع منتخب بولندا تحت 17 سنة لكرة القدم ومنتخب بولندا تحت 19 سنة لكرة القدم. أما مع النوادي، فقد لعب مع ليخيا غدانسك.

## روابط خارجية
- أدم بوكسا على موقع الاتحاد الأوربي (الإنجليزية)
- أدم بوكسا على موقع الدوري الأمريكي (الإنجليزية)
- أدم بوكسا على موقع قاعدة بيانات كرة القدم.إي يو (الإنجليزية)
- أدم بوكسا على موقع ليكيب (الفرنسية)
- أدم بوكسا على موقع Soccerway.com (الإنجليزية)